# 丹尼斯·菲瑟
丹尼斯·菲瑟（荷蘭語：Dennis Visser，1995年4月3日—），荷兰男子短道速滑运动员，2016年欧洲短道速滑锦标赛男子5000米接力金牌得主、2017年世界短道速滑锦标赛男子5000米接力金牌得主、2018年欧洲短道速滑锦标赛男子5000米接力金牌得主、2019年欧洲短道速滑锦标赛男子5000米接力银牌得主、2020年欧洲短道速滑锦标赛男子5000米接力银牌得主。